# Penso transdérmico

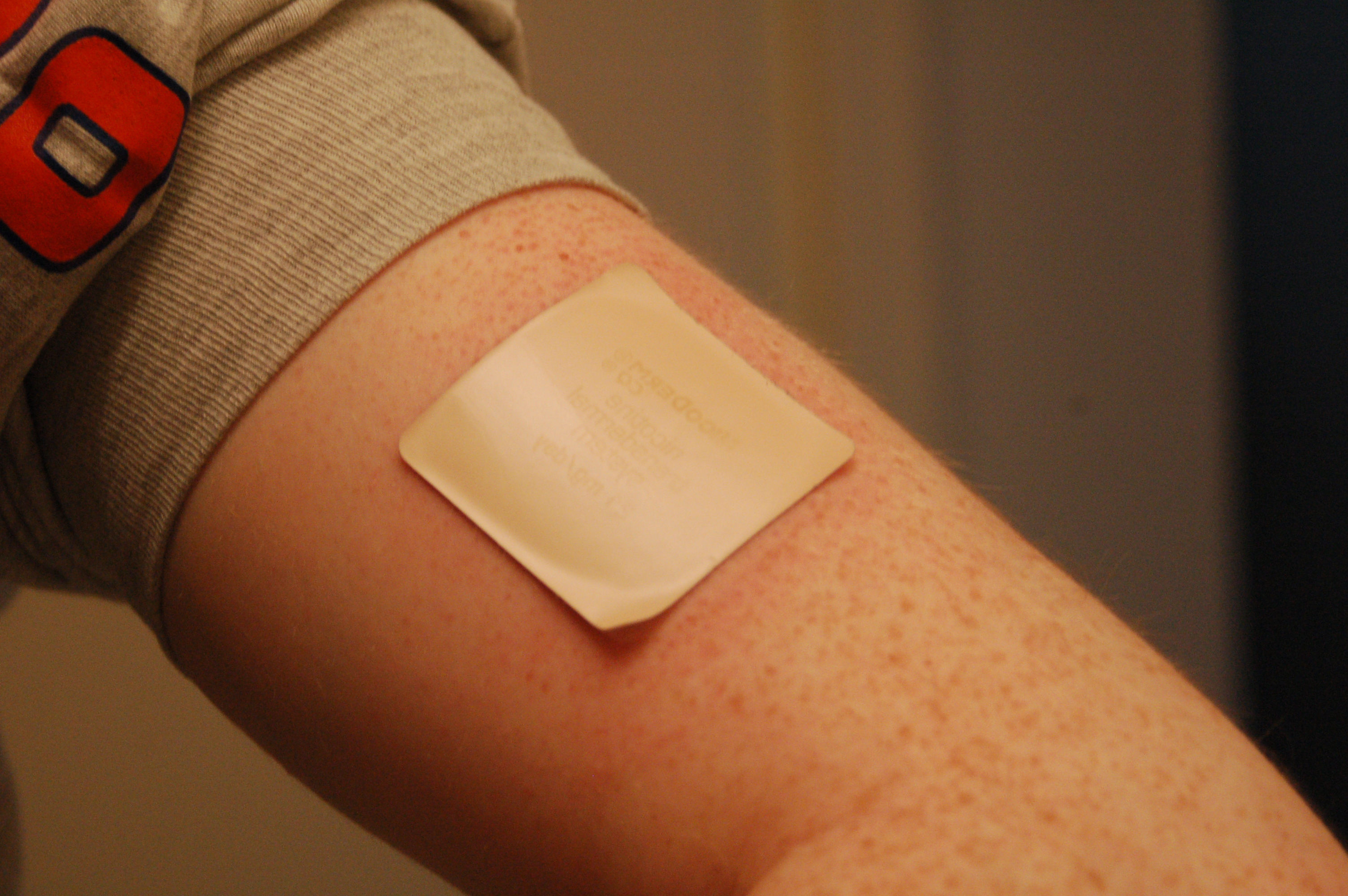
Penso transdérmico para libertação de nicotina aplicado no braço

Penso transdérmico é um adesivo impregnado com um fármaco ou contracetivo que é aplicado e absorvido lentamente através da pele.